# Fakenham
Fakenham ist eine Stadt und eine Verwaltungseinheit im District North Norfolk in der Grafschaft Norfolk, England. Fakenham ist 38 km von Norwich entfernt. Im Jahr 2011 hatte es 7617 Einwohner.

## Verkehr
Fakenham hatte bis Ende der 1950er-Jahre zwei Bahnhöfe. Der Bahnhof Fakenham West gehörte ursprünglich zur Midland and Great Northern Joint Railway und wurde 1959 geschlossen. Jetzt dient der Bahnhof als Lager für Baustoffe. Nur sieben Yards des Bahnsteigs haben sich erhalten. Fakenham East war bis Anfang der 1920er-Jahre ein Bahnhof der Great Eastern Railway. Nachdem verschiedene andere Bahngesellschaften den Bahnhof betrieben hatten, wurde er in den 60er-Jahren für den Personenverkehr geschlossen, obwohl Güterzüge bis in die 80er-Jahre auf der Strecke verkehrten. Verschiedene Ausbaupläne sehen neue Bahnstrecken durch Fakenham vor, es müsste dann jedoch ein neuer Bahnhof errichtet werden.

## Söhne- und Töchter der Stadt
- Peter Sadler (1941–2009), Autorennfahrer
- William Raban (* 1948), Regisseur
- Kurt Burnette (* 1955), Bischof der ruthenischen griechisch-katholischen Eparchie Passaic